# Groupe d'étude des phénomènes aériens
Le Groupe d'étude des phénomènes aériens (GEPA) était une association française d'étude du phénomène ovni, active de 1962 à 1977.

## Historique
Fondé en 1962 par René et Françine Fouéré, le GEPA regroupait des scientifiques et des militaires français. Entre 1964 et 1970, il fut présidé par le général Lionel-Max Chassin. Fort de soixante membres en 1962, il atteignit les cinq cents, en 1968.
Ce fut la première grande association ufologique à prétention scientifique et sérieuse en France. Elle menait des enquêtes auprès des témoins et en publiait des comptes rendus détaillés. 
Le GEPA éditait une revue trimestrielle en français, Phénomènes spatiaux, consacrée à l'ufologie et dirigée par René Fouéré. Elle connut cinquante et un numéros et deux hors-série de 1963 à 1977, où elle s'arrêta. Elle accueillait les articles des membres de l'association, dont l'un des plus célèbres fut Aimé Michel. 
En décembre 1967, Phénomènes spatiaux publia la traduction du rapport du Dr James E. McDonald qui critiquait l'attitude de l'armée de l'air américaine à propos du phénomène ovni, rapport qui avait donné lieu à la création d'une commission d'enquête sur les ovnis présidée par le Dr Edward U. Condon (rapport Condon).
En raison du sérieux de sa démarche, l'association obtint la collaboration de scientifiques et de chercheurs comme Claude Poher (du CNES) ou Jean-Pierre Petit (du CNRS). 
En 1977, le GEPA cessa ses activités à la suite de la création par le CNES du Groupe d'étude des phénomènes aérospatiaux non identifiés (GEPAN), un organisme scientifique officiel français chargé de l'étude du phénomène ovni.